# ديرون وليامز
ديرون وليامز (بالإنجليزية: Deron Williams) مواليد 26 يونيو 1984، هو لاعب كرة سلة أمريكي يلعب مع فريق بروكلين نتس في الرابطة الوطنية لكرة السلة ويحمل الرقم 8. يبلغ طوله 6 قدم 3 بوصة (1.9 م).

## فرق لعب لها
- يوتاه جاز
- بروكلين نتس

## الميداليات
| الميدالية | المسابقة                             |
| --------- | ------------------------------------ |
| ذهبية     | الألعاب الأولمبية الصيفية 2008       |
| ذهبية     | الألعاب الأولمبية الصيفية 2012       |
| ذهبية     | بطولة أمم الأمريكتين لكرة السلة 2007 |

## روابط خارجية
- ديرون وليامز على موقع الاتحاد الدولي لكرة السلة (الإنجليزية)
- ديرون وليامز على موقع إن بي أي (الإنجليزية)
- ديرون وليامز على موقع سبورتس رفرنس (الإنجليزية)
- ديرون وليامز على موقع كرة السلة الأوروبية.كوم (الإنجليزية)
- ديرون وليامز على موقع إي إس بي إن.كوم (الإنجليزية)
- ديرون وليامز على موقع كلية كرة السلة في سبورتس رفرنس.كوم (الإنجليزية)
- ديرون وليامز على موقع ريلجم (الإنجليزية)
- ديرون وليامز على موقع بروبوليرز (الإنجليزية)
- ديرون وليامز على موقع سبورتس رفرنس (الإنجليزية)
- ديرون وليامز على موقع أوليمبيديا (الإنجليزية)